# Brunia powrieae
Brunia powrieae är en tvåhjärtbladig växtart som beskrevs av Class.-bockh. och E.G.H.Oliv. Brunia powrieae ingår i släktet Brunia och familjen Bruniaceae. Inga underarter finns listade.